# Маркерсдорф (Саксонія)
Маркерсдорф (нім. Markersdorf) — громада в Німеччині, розташована в землі Саксонія. Входить до складу району Герліц.
Площа — 62,39 км2. Населення становить 3891 ос. (станом на 31 грудня 2020).

## Адміністративний поділ
Громада підрозділяється на 6 сільських округів.

## Галерея

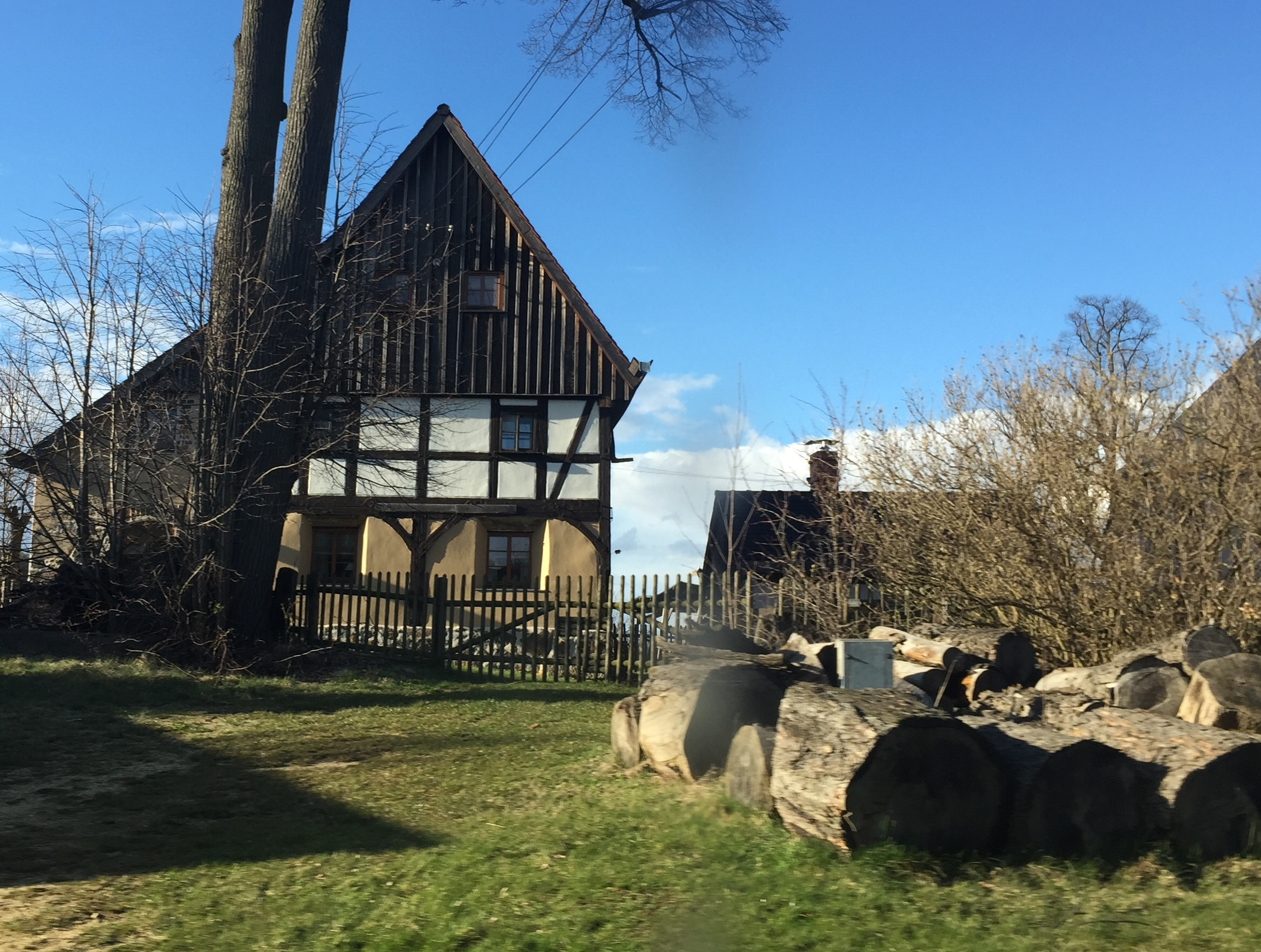
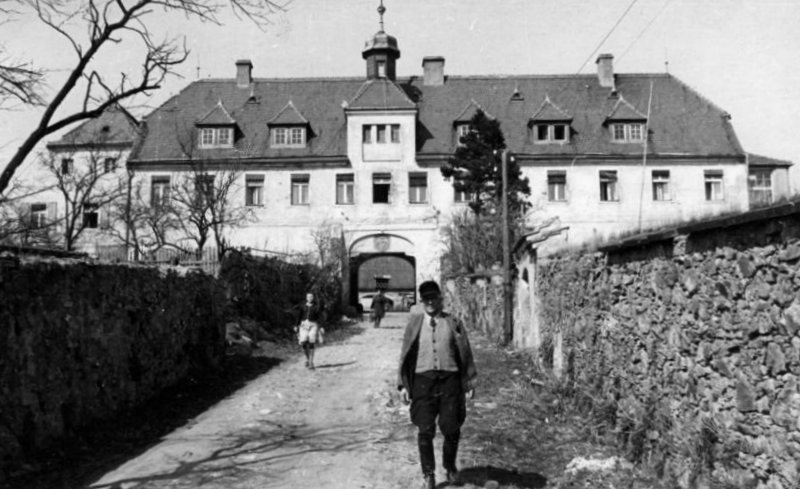
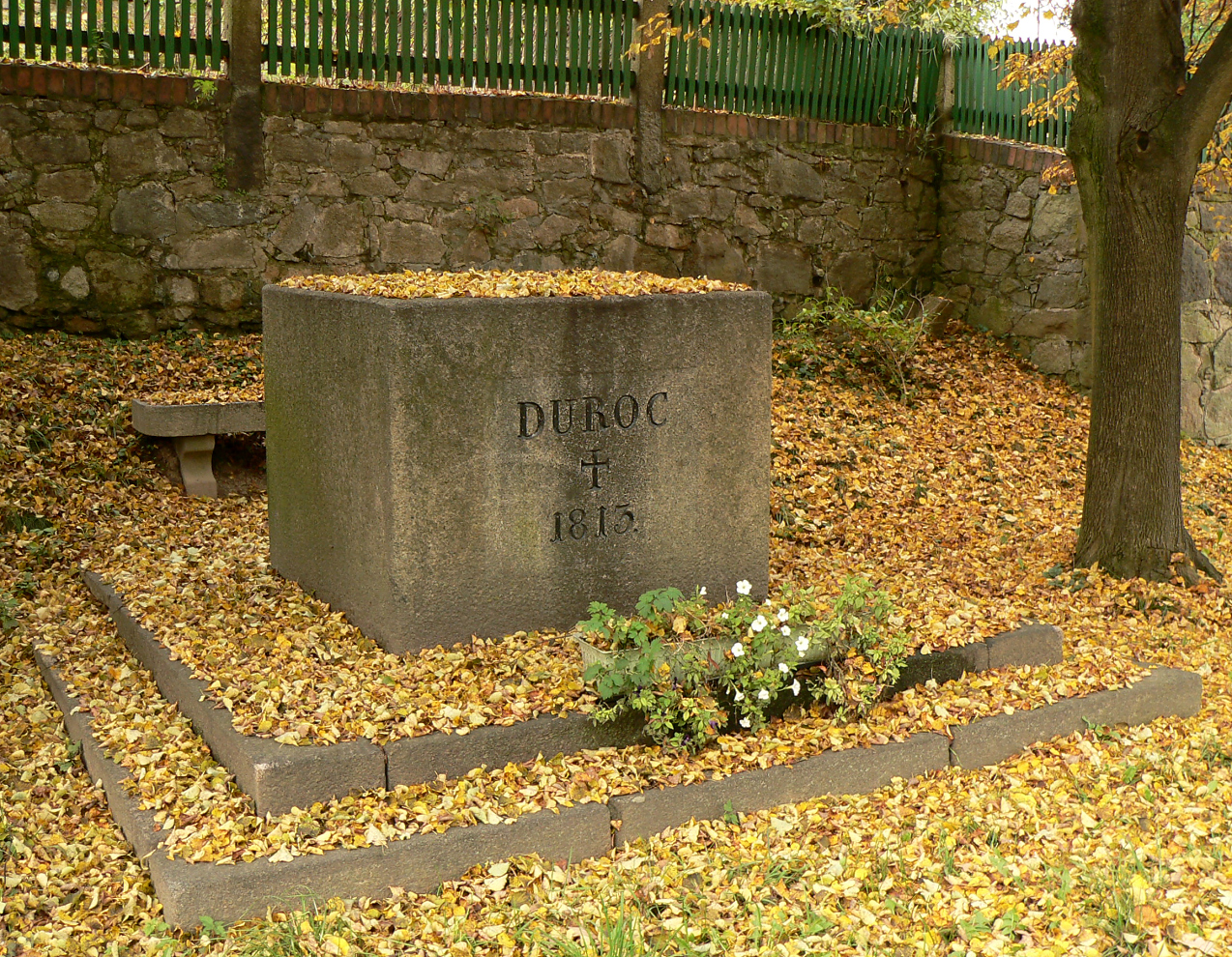
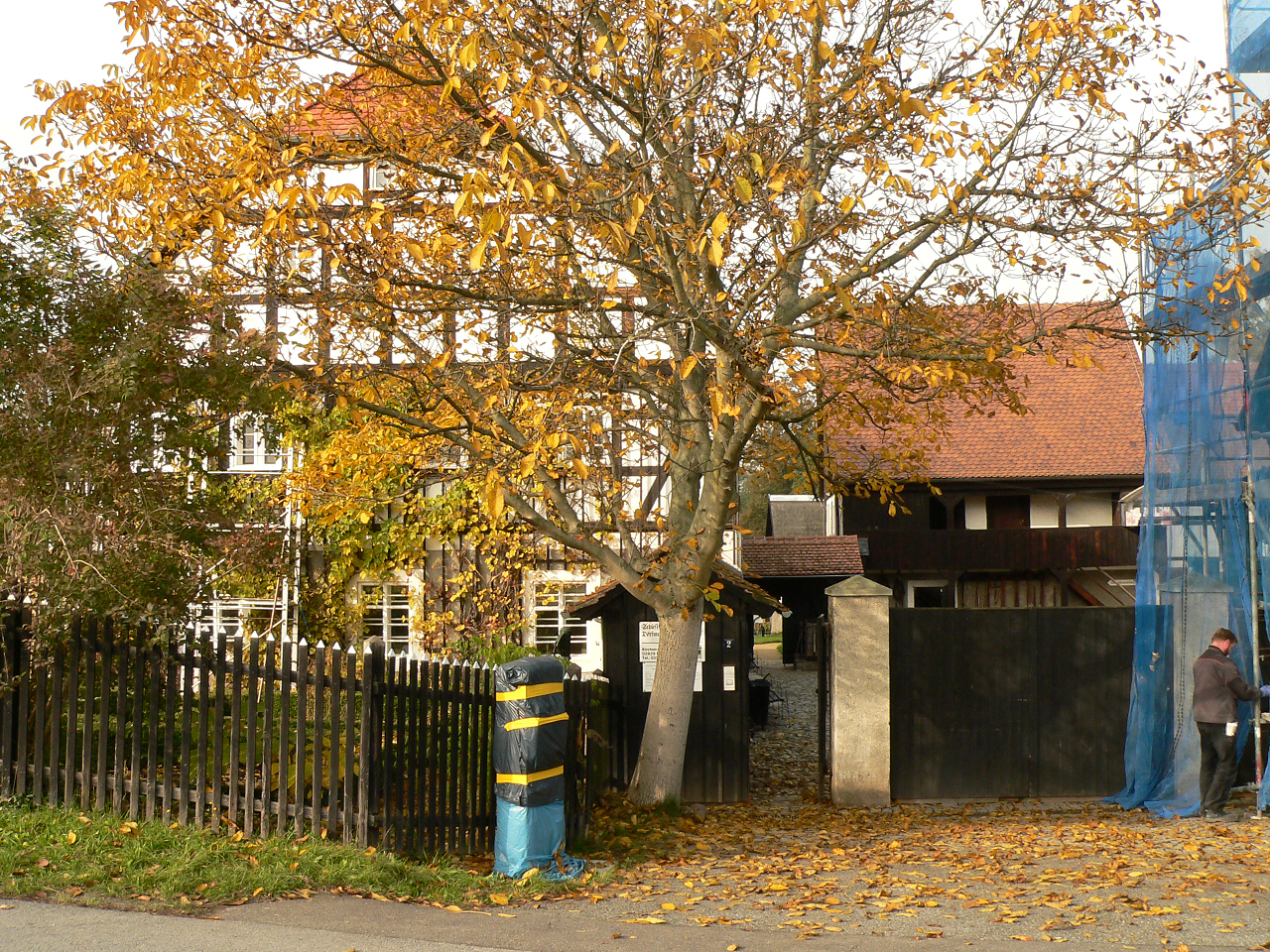

## Відомі особистості
В поселенні народився:
- Герман Бідер (* 1941) — австрійський мовознавець.